# Opius dryade
Opius dryade är en stekelart som beskrevs av Fischer 1968. Opius dryade ingår i släktet Opius och familjen bracksteklar. Inga underarter finns listade i Catalogue of Life.